# Arno salzburgi érsek
Arno salzburgi püspök (785 – 798), majd érsek (798 – 821) volt. Az Avar Birodalom megdöntése után az ő érseksége alatt indult meg Pannonia, az Alsó-pannoniai grófság (Pannoniai fejedelemség) keresztény hitre térítése.

## Élete
Személyesen részt vett a pannoniai Avar Birodalom elleni hadjáratban a bajor sereghez csatlakozva. A hadjárat vezetője, Pipin itáliai király vele és a hadjáratban részt vevő többi püspökkel beszélte meg 796-ban Pannonia jövőbeli sorsát. Salzburg megkapta Pannoniában a Rába–Duna–Dráva háromszögét – a későbbi Alsó-pannoniai grófság területét – mint térítési területet. 798-ban Nagy Károly kérésére III. Leó pápa a salzburgi püspökséget érseki rangra emelte, hogy jobban megfelelhessen térítési feladatainak. A térítő feladatokat 798-ban maga látta el, de mivel ezek szerinte egész embert kívántak, kérte Károlyt, hogy Pannonia területén térítő püspökséget alapítson. Az első püspököt, Theoderiket felszentelte és Geroldus őrgróffal közösen a Duna–Dráva torkolatig terjedő terület térítésével bízta meg.